# Oxytropis krylovii
Oxytropis krylovii är en ärtväxtart som beskrevs av Schipcz. Oxytropis krylovii ingår i släktet klovedlar, och familjen ärtväxter. Inga underarter finns listade i Catalogue of Life.